# Europese Financiële Stabiliteitsfaciliteit
De Europese Financiële Stabiliteitsfaciliteit (vaak met de Engelse benaming European Financial Stability Facility of EFSF aangeduid) of Europees Financieel Stabiliteitsfonds is een rechtspersoon die in juni 2010 is opgericht door de Europese Unie in het kader van het bestrijden van de Europese staatsschuldencrisis van 2010. De doelstelling is het verschaffen van financiële steun aan lidstaten van de EU (tevens beperkt tot de eurozone) die in financiële moeilijkheden verkeren, en het hiertoe aantrekken van gelden op de kapitaalmarkten (art. 3 van de statuten van het EFSF).

## Structuur
Het EFSF is een naamloze vennootschap naar Luxemburgs recht, met de lidstaten van de eurozone als aandeelhouders. Het aandelenkapitaal is, gelet op de werkzaamheden, uiterst bescheiden te noemen: slechts € 18.440.453,35. De aandeelhouders hebben zich echter verplicht om de verplichtingen aangegaan door het EFSF te garanderen tot een bedrag van in totaal € 440 miljard. Dit is geen hoofdelijke aansprakelijkheid: voor ieder land geldt een ander bedrag. Indien noodzakelijk kunnen deze garanties met 20% verhoogd worden.
Het EFSF is bedoeld voor een beperkte periode: op grond van de set afspraken van juni 2010 kan men geen nieuwe verplichtingen aangaan na 30 juni 2013. Uit hoofde van opgenomen leningen met afloopdata na die datum kunnen uiteraard dan nog verplichtingen bestaan.

## Werkwijze (bij de oprichting)
Het EFSF leent geld op de (mondiale) financiële markten, en leent dat (met een zekere opslag) door aan eurozone-lidstaten die in financiële moeilijkheden verkeren en die met de Europese Commissie overeenstemming hebben bereikt over door hen te nemen maatregelen. Door de aanwezigheid van deze garanties heeft het EFSF van de diverse kredietbeoordelaars een AAA/Aaa-rating gekregen, hetgeen leidt tot lage tarieven. Daardoor kunnen de lidstaten die bij het EFSF lenen, ondanks die opslag, goedkoper (tot aanzienlijk goedkoper) lenen dan wanneer ze dat rechtstreeks op de financiële markten zouden moeten doen. Hierbij komt ook nog dat het EFSF als "lender of last resort" kan optreden: indien toegang tot de financiële markten onmogelijk is, kan men nog steeds bij het EFSF terecht.
Hoewel het EFSF op grond van het totaal van de verstrekte garanties in theorie tot de genoemde € 440 miljard zou kunnen lenen, is aannemelijk dat men in de praktijk reeds bij een lager bedrag zal stuiten op kritische vragen van de kredietbeoordelaars. Tot de garanten behoren ook die landen die een beroep op het EFSF zouden doen, en de omstandigheid dat men dat doet geeft reeds aan dat de financiële problemen van zo'n land zeer groot zijn. De waarde van een door datzelfde land verstrekte garantie is daarmee twijfelachtig. Bij welk bedrag een dergelijke situatie bereikt wordt, is niet te voorspellen; op de financiële markten werd verwacht dat dit bij € 250 miljard het geval zou kunnen zijn.
Het EFSF is een onderdeel van een breder mechanisme dat in het voorjaar van 2010 in het leven is geroepen: men werkt samen met het European Financial Stabilisation Mechanism (dat een rechtstreeks onderdeel van de Europese Commissie is en over € 60 miljard kan beschikken) en het Internationaal Monetair Fonds (IMF) dat in dit kader € 250 miljard heeft toegezegd.
Het EFSF heeft slechts een beperkte eigen organisatie. Men werkt samen met de Europese Commissie en met Duitse Bundesfinanzagentur (de organisatie die belast is met de uitgifte van Duitse staatsleningen, en zijn apparaat aan het EFSF ter beschikking stelt).

## Latere ontwikkelingen

### Eerste lening januari 2011
De steunoperatie van Griekenland van het voorjaar van 2010 viel buiten de werkzaamheden van het EFSF: het EFSF bestond toen nog niet, en werd eerst na en naar aanleiding van die crisis opgericht. De eerste activiteiten van het EFSF hadden betrekking op het steunpakket voor Ierland in de herfst van 2010.
De eerste uitgifte van een lening vond plaats op 25 januari 2011, toen het EFSF € 5 miljard leende voor 5 jaar. De belangstelling was groot: er werd voor € 44 miljard ingeschreven. Met name van de zijde van Aziatische centrale banken was er veel belangstelling. De lening werd geplaatst op een rendement van 2,89%.

### Uitbreiding leencapaciteit in februari 2011
Medio februari 2011 kwamen de Europese ministers van Financiën overeen de omvang van het door het EFSF maximaal te lenen bedrag, en daarmee het door de EU-lidstaten te garanderen bedrag, te verhogen tot effectief € 500 miljard. Op 11 maart werd dit door de EU-regeringsleiders overgenomen; tevens kon het EFSF ook bestaande schulden op de markt gaan opkopen.

### Omvorming tot permanent noodfonds
De Europese regeringsleiders besloten op 24 en 25 maart 2011 het EFSF een permanente status te geven in de vorm van het Europees Stabiliteitsmechanisme (ESM), dat medio 2013 in werking zou treden. De door het ESM te verstrekken leningen zouden in rangorde boven andere leningen staan, maar achtergesteld zijn aan door het IMF verstrekte leningen. Tevens werd besloten tot het invoeren van "collective action clauses" in alle vanaf juli 2013 te emitteren staatsleningen van eurolanden. Hiermee werd beoogd eventuele onderhandelingen over herstructurering van staatsschuld te structureren: een overeenstemming met een meerderheid van de crediteuren zal dan bindend zijn voor alle crediteuren.
In juni 2011 werd echter besloten de "seniority" van door het EFSF te verstrekken leningen geen doorgang te laten vinden, zulks in het kader van pogingen die in het werk gesteld zouden worden om houders van Griekse staatsleningen te bewegen tot vrijwillige medewerking aan het verlengen van de door hen verstrekte leningen.

### Uitbreiding EFSF bij 2e steunpakket aan Griekenland
Tijdens de eurotop van 21 juli 2011, waarbij werd besloten tot het tweede steunpakket voor Griekenland, werd de werkingssfeer van het EFSF op diverse punten uitgebreid: zo werd het EFSF toegestaan om ook bestaande obligaties op te kopen, bij te dragen aan de herkapitalisatie van financiële instellingen, en (niet concreet beschreven) preventieve maatregelen te nemen. Voorts werd besloten de omvang uit te breiden tot (nominaal) € 790 miljard, hetgeen tot een effectieve leencapaciteit van circa € 420 miljard zou leiden. Hierbij speelt een rol dat landen die een beroep doen op het EFSF vrijgesteld zijn van hun garantieverplichtingen: het is immers niet waarschijnlijk dat een land dat in zodanige problemen verkeert dat het een beroep op het EFSF moet doen in staat zal zijn om aan een verzoek om de garanties na te komen te voldoen. Medio oktober 2011 werd dit besluit als laatste door Slowakije geratificeerd.

### Uitbreiding werkwijze EFSF; "leverage" tot € 1000 miljard
Op de eurotop van 26 oktober 2011 werd besloten tot een omvangrijke wijziging van het EFSF. Enerzijds werden de door het EFSF te verstrekken faciliteiten uitgebreid met het verstrekken van kredietgaranties. Door eurozone-lidstaten uit te geven staatsleningen konden (desgewenst) voorzien worden van "partial protection certificates": deze zouden in geval van een default recht geven op een uitkering van een deel van het nominale bedrag van die staatslening (genoemd werd 20%). Deze verzekering zou de coupon van die staatslening verlagen, maar de betrokken staat zou het EFSF uiteraard een premie moeten betalen. Anderzijds werd besloten tot het oprichten van een special purpose vehicle: een beleggingsinstelling die financiering zou aantrekken om het EFSF in staat te stellen staatsleningen op te kopen (zowel op de primaire als op de secundaire markt). De omvang van de garanties die de lidstaten verstrekt hadden (in juli 2011 tamelijk moeizaam overeengekomen; in totaal nominaal € 790 miljard) bleef ongewijzigd, maar met behulp van deze beide uitbreidingen, met name de eerste, verwachtte men dat de omvang van de door het EFSF in te zetten middelen toch vergroot kon worden ("leverage"), tot circa € 1000 miljard. Voor de financiering van deze SPV hoopte men de belangstelling van niet-Europese sovereign wealth funds te kunnen opwekken. De principe-besluiten dienden nog wel uitgewerkt te worden.
De ontvangst van deze plannen op de financiële markten was niet zeer enthousiast, ondanks inspanningen van o.a. EFSF-directeur Klaus Regling om de Chinese autoriteiten tot deelname te bewegen. Een obligatie-emissie (voor de financiering van de volgende tranche voor het steunpakket voor Ierland, onder het "oude" garantieregime) werd eind oktober 2011 eerst uitgesteld, en op 7 november 2011 met moeite geplaatst.
Op 29 november 2011 bereikten de EU-ministers van Financiën overeenstemming over de nadere vormgeving van vergroting van de capaciteit van het EFSF. Enerzijds zouden eurozone-lidstaten leningen kunnen uitgeven die door het EFSF zouden worden voorzien van gedeeltelijke verzekeringen ("partial protection certificates") die weer door de andere lidstaten zouden worden gegarandeerd; deze garantie zou betrekking hebben op 20% tot 30% van de hoofdsom. Anderzijds zouden een of meer beleggingsfondsen ("co-investment funds") worden opgericht, die staatsleningen van zwakke eurozone-landen zouden kopen. In deze fondsen zouden derden (waarbij men met name hoopte op niet-Europese partijen alsmede het IMF) kunnen beleggen. Het resultaat werd door de financiële markten vooralsnog beschouwd als vermoedelijk niet toereikend.
Hangende de juridische uitwerking van deze "ombouw", bleek het aantrekken van leningen voor de financiering van de reeds toegezegde leningen blijkbaar problemen te ondervinden: medio december 2011 leende het EFSF € 2 miljard voor slechts drie maanden op 0,29%: geen hoog tarief, echter vergelijkbaar met dat van Frankrijk. Deze wijze van financieren werd herhaald: medio 2012 leende het EFSF geld voor zes maanden. Op 16 januari 2012 verlaagde S&P de rating van het EFSF van AAA tot AA+.

### Februari 2012: uitwerking Partial Protection Certificates
In februari 2012 kondigde het EFSF een dochteronderneming aan geheten European Sovereign Bond Protection Facility die de Sovereign Protection Certificates waartoe in oktober 2011 besloten was, zou gaan uitgeven: deze konden worden uitgegeven gekoppeld aan staatsleningen van eurozone-lidstaten die om steun verzocht hadden, maar konden apart daarvan verhandeld worden, en zouden, indien het EFSF zijn verplichtingen niet kon nakomen, recht geven op een schadevergoeding van 25% van de hoofdsom (te betalen in contanten of in de vorm van leningen ten laste van het EFSF), mits de houder van die certificaten dan tevens houder was van de staatslening in samenhang waarmee die certificaten waren afgegeven. Het ESBPF zou overigens, indien uit hoofde van dergelijke certificaten een uitkering gedaan zou worden, een regresvordering op de betrokken eurozone-lidstaat krijgen die in rangorde gesteld zou zijn boven de bestaande staatsleningen.

## Resultaten
In 2010 werd het fonds opgericht. Er werden in dat jaar nog geen leningen verstrekt en alleen werden opstartkosten gemaakt. In 2011 werden de eerste leningen verstrekt aan Ierland en Portugal. In 2012 volgde de eerste leningen aan Griekenland. Na de oprichting van het permanente noodfonds, het Europees Stabiliteitsmechanisme (ESM), heeft deze laatste de rol van kredietverstrekker van het EFSF overgenomen en na medio 2013 zijn door het ESFS geen nieuwe leningen meer verstrekt. De ESFS heeft de verstrekte bestaande leningen behouden, en deze worden op termijn afgelost.
| Jaar | Balans- totaal | Totaal verstrekte leningen | w.v. Ierland | w.v. Portugal | w.v. Griekenland | nettoresultaat (in miljoenen) |
| ---- | -------------- | -------------------------- | ------------ | ------------- | ---------------- | ----------------------------- |
| 2010 | 0,0            | 0,0                        | 0,0          | 0             | 0,0              | -6                            |
| 2011 | 19,8           | 16,2                       | 8,1          | 8,1           | 0,0              | 110                           |
| 2012 | 160,1          | 140,7                      | 12,9         | 19,5          | 108,2            | 69                            |
| 2013 | 187,2          | 179,3                      | 18,5         | 26,1          | 134,6            | 104                           |
| 2014 | 198,4          | 190,4                      | 18,5         | 27,4          | 144,4            | 121                           |
| 2015 | 188,4          | 180,9                      | 18,5         | 27,5          | 134,8            | 127                           |
| 2016 | 188,2          | 182,1                      | 18,5         | 27,5          | 136,1            | 103                           |